# Јакша Петрић
Јакша Петрић (1922 — 1993), дипломата, учесник Народноослободилачке борбе и друштвено-политички радник СФР Југославије и СР Хрватске. Од 10. маја 1984. до 10. маја 1985. године обављао је функцију председника Председништва СР Хрватске.

## Биографија
Јакша Петрић рођен је 11. јула 1922. године у Постирама на острву Брач. Године 1940. завршио је Трговачку академију у Сплиту. У Народноослободилачку борбу ступио је 1941. године. Од 1942. године је члан Комунистичке партије Југославије.
После ослобођења био је секретар Среског комитета Комунистичке партије Хрватске у Сплиту и секретар Комитета за кинематографију владе ФНР Југославије. Радио је и у министарству, односно Државном секретаријату за иностране послове.
Од 1949. до 1964. године био је на разним дужностима:
- посланик ФНР Југославије у НР Албанији
- заменик сталног представника ФНР Југославије у Савезу безбедности
- начелник одељења ДИСП
- министар-саветник Амбасаде ФНР Југославије у Лондону
- начелник одељења у ДИСП
- амбасадор ФНР Југославије у Прагу и Букурешту
- министар иностраних послова СФР Југославије од 1. новембра 1972. до 15. децембра 1972. године

Био је секретар комисије за међународну сарадњу и везе Савезног одбора Социјалистичког савеза радног народа Југославије од 1964. до 1965. године. Председник Председништва СР Хрватске био је од 10. маја 1984. до 10. маја 1985. године.
Умро је 1993. године у Загребу.
Носилац је бројних југословенских и страних високих одликовања.